# Новотроицкое (Межевский район)
Новотроицкое (укр. Новотроїцьке) — село,
Преображенский сельский совет,
Межевский район,
Днепропетровская область,
Украина.
Код КОАТУУ — 1222686603. Население по переписи 2001 года составляло 201 человек.

## Географическое положение
Село Новотроицкое находится на расстоянии в 1 км от села Преображенка.